# Cenchrus gracillimus
Cenchrus gracillimus là một loài thực vật có hoa trong họ Hòa thảo. Loài này được Nash mô tả khoa học đầu tiên năm 1895.